# Firmo
Firmo (en latín, Firmus; m. 375) fue un usurpador romano bajo el reinado de Valentiniano I. 

## Biografía
Firmo era hijo del príncipe mauro Nubel, un alto oficial militar romano, así como un rico cristiano. Cuando Nubel murió, Firmo mató a su hermanastro Zamac, que ilegítimamente se había apropiado de la herencia de Nubel, y se convirtió en el sucesor de su padre. 
Entre 372 y 375, Firmo se rebeló contra el comes Africae, Romano, que había apoyado a Zamac. Romano, que había descuidado la defensa contra las tribus africanas de las ciudades romanas que habían rechazado el pago de sobornos, había deteriorado la situación en la provincia de África en la década de los 60. La rebelión de Firmo contra Romano forzó a Valentiniano a tomar medidas contra su oficial y el rebelde africano. 
Cuando Valentiniano envió su general Teodosio (padre de Teodosio I) para deponer a Romano, Firmo intentó alcanzar un compromiso con él, pero Teodosio rechazó la oferta de paz de Firmo, que se había proclamado emperador. 
Con la ayuda de las tribus africanas indígenas, Firmo obligó a Teodosio a llevar a cabo una campaña sangrienta y desesperada. Sin embargo, Firmo fue traicionado por uno de sus partidarios, y prefirió suicidarse a ser capturado.
Es importante registrar la ayuda que prestó Firmo a los donatistas contra la fe de Nicea. Firmo ordenó la muerte de los habitantes nicenos de Rusuccuru. Después de su muerte, Valentiniano I publicó leyes contra el donatismo. Es también posible que este Firmo fue la base sobre la cual el autor de la Historia Augusta modeló el improbable Firmo, usurpador contra Aureliano.